# Minuisis pseudoplanum
Minuisis pseudoplanum is een zachte koraalsoort uit de familie Isididae. De koraalsoort komt uit het geslacht Minuisis. Minuisis pseudoplanum werd in 1976 voor het eerst wetenschappelijk beschreven door Grant. 